# Wilhelm Allmenröder
Wilhelm Allmenröder (01 de Agosto de 1894 - 30 de Julho de 1969) foi um piloto alemão durante a Primeira Guerra Mundial. Irmão mais velho de Karl Allmenröder, ambos os irmãos entraram juntos para o serviço aéreo alemão em 1916. Serviu na Jasta 29, onde foi o primeiro piloto da esquadra a abater uma aeronave inimiga, e mais tarde, na Jasta 11, ao lado do seu irmão. Ferido em combate em Maio de 1917, não voltou a pilotar durante o resto da guerra.